# ترلوس کنوی
ترلوس کنوی (آلمانی: Törles Knöll؛ زادهٔ ۱۳ سپتامبر ۱۹۹۷) بازیکن فوتبال اهل آلمان است که در پست مهاجم برای باشگاه فوتبال نورنبرگ بازی می‌کند.
از باشگاه‌هایی که در آن بازی کرده‌است می‌توان به باشگاه فوتبال هامبورگ اشاره کرد.
وی همچنین در تیم‌های ملی فوتبال زیر ۲۰ سال آلمان و زیر ۲۱ سال آلمان بازی کرده‌است.